# Daniel Żytkiewicz
Daniel Żytkiewicz herbu Jastrzębiec – instygator koronny w latach 1646–1656, członek konfederacji tyszowieckiej 1655 roku.
Jako poseł na sejm konwokacyjny 1648 roku z województwa bracławskiego był członkiem konfederacji generalnej zawiązanej 31 lipca 1648 roku. W 1648 roku był elektorem Jana II Kazimierza Wazy z województwa bracławskiego, podpisał jego pacta conventa. Poseł sejmiku włodzimierskiego województwa bracławskiego na sejm koronacyjny 1649 roku, sejm 1649/1650, 1654 (I), 1654 (II), 1655 roku. Poseł województwa lubelskiego na sejm w 1650 roku, na sejm zwyczajny 1652 roku i nadzwyczajny 1652 roku, na sejm 1653 roku.